# The Sims 3: Drömjobb
The Sims 3: Drömjobb är det andra expansionspaketet till datorspelet The Sims 3 och släpptes i Sverige den 3 juni 2010. Man kan bli allt från uppfinnare eller detektiv till tatuerare eller arkitekt. Man kan även bli brandman och spökjägare och styra simmarna i deras nya yrken. Några äldre yrken, så som läkare, påverkas också av expansionspaketet och uppdrag utanför sjukhuset dyker upp. Simmarna kan interagera med anda simmar i kvarteret genom yrkena arkitekt och stylist, genom att möblera om i deras hem och klä dem i en ny stil. Nya färdigheter som uppfinning och skulptering går att tjäna pengar på genom att starta ett företag hemifrån. Även färdigheter från grundspelet, som författarfärdighet, fiskefärdighet och trädgårdsfärdighet går att bli egenföretagare i.
Man kan även bygga källare, vilket inte går i originalversionen av The Sims 3.